# 湯加經濟
湯加的一半人口旅居海外，主要在澳大利亞、紐西蘭及美國。湯加經濟很大程度依靠這些海外湯加人電匯回國的匯款所支撐。該國的商業活動由王室及貴族壟斷，尤其電訊及衛星業。小生意，包括在湯加的主島湯加塔布島上的零售店舖，則多由中國移民所經營。